# XXVIII Congreso del Partido Comunista de la Unión Soviética
El XXVIII Congreso del Partido Comunista de la Unión Soviética (PCUS) se celebró entre el 2 y el 13 de julio de 1990 en la ciudad de Moscú. Este Congreso constituyó el último celebrado en vísperas del colapso y disolución de la Unión Soviética, y fue realizado un año antes del periodo quinquenal tradicional. Notablemente, este congreso mostró un faccionalismo abierto: los puntos de vista opuestos fueron defendidos por la centrista "Plataforma del Comité Central del PCUS" (apoyada por Gorbachov), la liberal "Plataforma Democrática" (que incluía a Borís Yeltsin) y la conservadora "Plataforma Marxista".

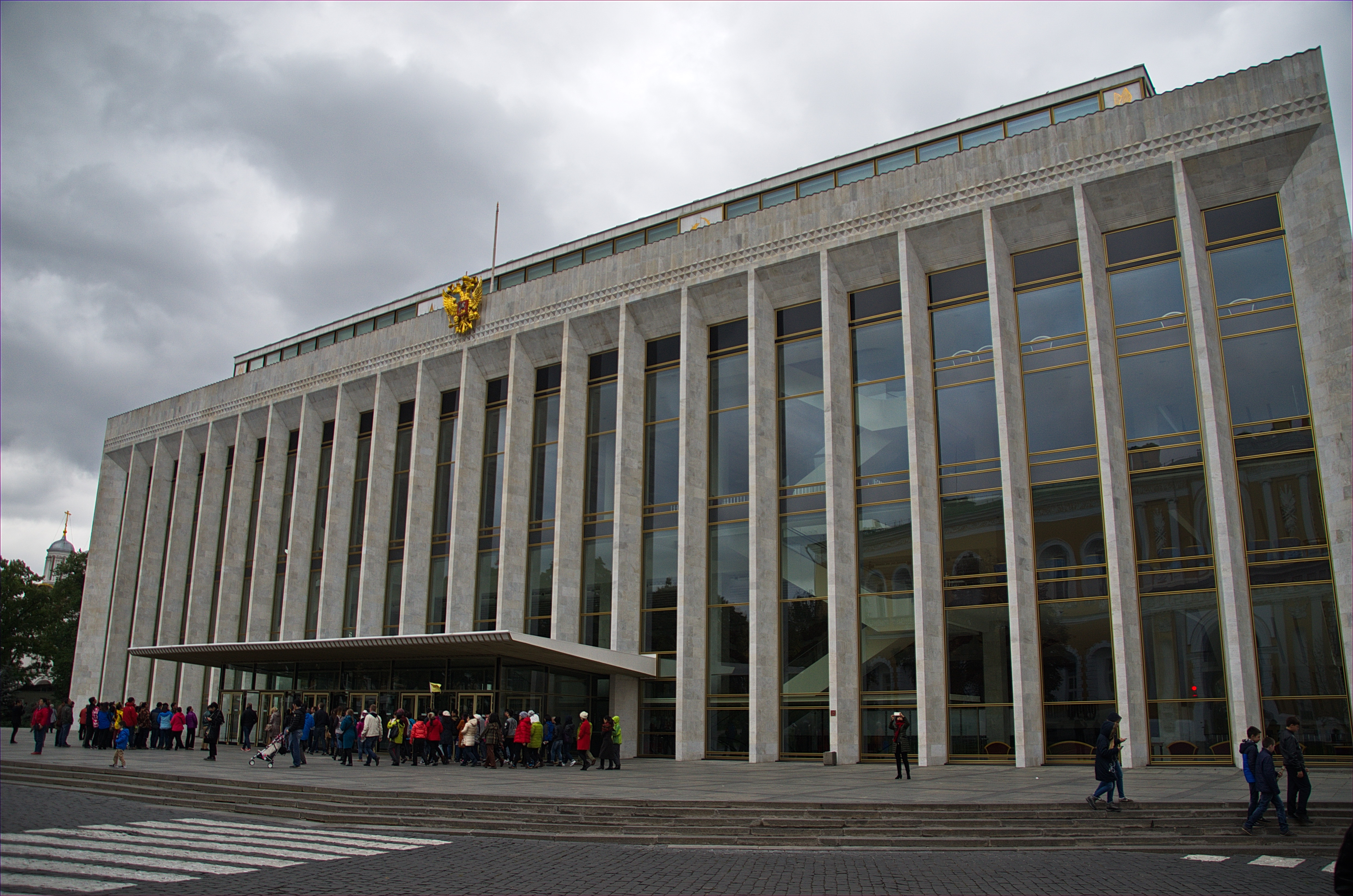
Palacio del Kremlin, sede del antiguo gobierno de la Unión Soviética y sede actual de la Federación Rusa.

Las principales decisiones tomadas por los miembros del partido fueron las siguientes:
- Mijaíl Gorbachov fue reelecto como secretario general del partido, con una votación de 3.411 contra 1.116. El retador de Gorbachov, Teimuraz Avaliani, recibió 501 votos a favor y 4.020 en contra.[2][3]
- Vladímir Ivashko fue elegido como vicesecretario general derrotando a Yegor Ligachov.[3] Ivashko se aprovecharía de esta posición para dirigir la intentona golpista de agosto de 1991 contra Gorbachov.
- Fue redactado y aprobado un nuevo estatuto del partido por medio del cual renunciaba al monopolio del poder, en cumplimiento del anterior anuncio del Politburó.
- El proyecto del Nuevo Tratado de la Unión fue propuesto por Gorbachov.
- El 11 de julio Borís Yeltsin y otros miembros anuncian el abandono del partido, después que su grupo conocido como "Plataforma Democrática del PCUS" fracasara en su intento de lograr establecer una agenda que permitiera la transición hacia una estructura parlamentaria de la organización. Al mismo tiempo, la llamada "Plataforma Marxista" no pudo evitar la aprobación de varios planes de reforma de Gorbachov por la cual se pretendía "curar el comunismo por medio del capitalismo".[4]
- El congreso no pudo establecer un Programa Quinquenal y en su reemplazo emitió sólo una declaración programática.

El primer pleno del Comité Central del partido se realizó el 13 y 14 de julio, en la cual se renovó la totalidad de los miembros del Politburó con la excepción del mismo Gorbachov.
Varias organizaciones que pretenden ser sucesoras del PCUS han celebrado congresos siguiendo la numeración establecida por el PCUS y sus predecesores. El Partido Comunista de la Unión Soviética (1992) celebró su llamado XXIX Congreso Restaurativo del PCUS en 1992, declarando el PCUS reinstalado. Asimismo, la Unión de Partidos Comunistas - Partido Comunista de la Unión Soviética, fundada en 1993, también ha celebrado congresos a partir del XXIX, siendo el más reciente el XXXIII Congreso.